# Jervic Chavez
Jervic Jesús Chavez (Caracas, el 8 de febrero de 1997) es un lanzador venezolano de la Liga Venezolana de Béisbol Profesional (LVBP), para los Leones del Caracas.

## Carrera como beisbolista

### 2016
El 26 de mayo de 2016, Los Leones del Caracas reforzaron su reserva con la firma del pitcher de 19 años. Es miembro fundador de la Academia Yorvit Torrealba. Chávez es el tercer pelotero, de los cuatro que abrieron la academia de Torrealba, en conseguir un contrato profesional y el segundo que lo hace con los Leones del Caracas.
El 2 de julio de 2016, los Houston Astros lo contrataron en ligas menores.

### 2017
El 2 de junio de 2017, es asignado a los DSL Astros Orange de la Dominican Summer League clase Rookie.
El 28 de junio de 2017, es asignado a los DSL Astros Blue.

### 2018
El 1 de junio de 2018, es asignado a los GCL Astros de la Gulf Coast League clase Rookie.
El 12 de octubre de 2018, es asignado a la organización de los Leones del Caracas de la Liga Venezolana de Béisbol Profesional. Los Leones del Caracas oficializaron la inesperada despedida del ex grandeliga Albert Suárez, firmado en Japón y ausente en lo que resta de temporada 2018-2019 en la LVBP.
El 27 de diciembre de 2018, hace su debut con los Leones del Caracas de la Liga Venezolana de Béisbol Profesional, para la temporada 2018-2019. Lanzó 1/3 de inning, alcanzando una efectividad de 0.00 permitiendo 1 hit, 0 carrera, 0 base por bolas, 0 jonrones y  poncho a 2.Boxscore 27 de diciembre de 2017